# Makários III
 (août 2021).
Mikhaíl Khristodoúlou Moúskos (en grec moderne : Μιχαήλ Χριστοδούλου Μούσκος), né le 13 août 1913 à côté de Paphos, à Ano Panaïa (en), et mort le 3 août 1977 à Nicosie, fut archevêque et primat de l'Église de Chypre sous le nom de Makários III (Μακάριος Γ΄) de 1950 à sa mort.
Il est élu président de la république de Chypre en décembre 1959 et prend ses fonctions le 16 août 1960 à l'indépendance de Chypre. Réélu en 1968 et 1973, il reste en fonctions jusqu'à sa mort, sauf pendant une brève période en 1974 quand il est déposé par un coup d'État militaire soutenu par la junte au pouvoir en Grèce.
En tant qu'évêque ayant assumé des fonctions de chef d'État, il est souvent appelé « ethnarque », en particulier en langue grecque, c'est-à-dire « chef d'une nation ». Ce titre est une réminiscence du système ottoman des millets.

## Biographie
Il nait dans le village d'Ano Panaïa (en) dans le district de Paphos, et se forme au monastère de Kykkos, d'où son surnom « kykkotis ». Après avoir été ordonné diacre, en 1938, il obtient une bourse d'études supérieures et part pour Athènes.  
Il devient évêque de Kition en 1948 et archevêque de Chypre en 1950. Il est un organisateur du mouvement de résistance chypriote EOKA (Organisation nationale des combattants chypriotes). Il assiste en 1955 à la conférence de Bandung, fixant la fondation du mouvement des Non-Alignés. 
Les Britanniques l'exilent aux Seychelles en 1956 pour « complicité de terrorisme », son organisation ayant été considérée par eux comme « terroriste ». Quand les Grecs, les Turcs et les Britanniques s'accordèrent sur les termes pour l'indépendance de Chypre, Makários fut élu chef de l'État. 
Bien que Chypre eût été admise dans le Commonwealth en mars 1961, Makários participa en septembre de la même année à la conférence des pays non alignés à Belgrade. Alors que son mandat était sur le point de s'achever en 1965, il est prolongé par le Parlement de trois ans, jusqu'aux élections de 1968, où il est réélu avec 97 % des votes. À cette époque, les États-Unis le considèrent comme le « Castro de la Méditerranée » en raison de son refus de s'aligner sur les positions de l'OTAN.

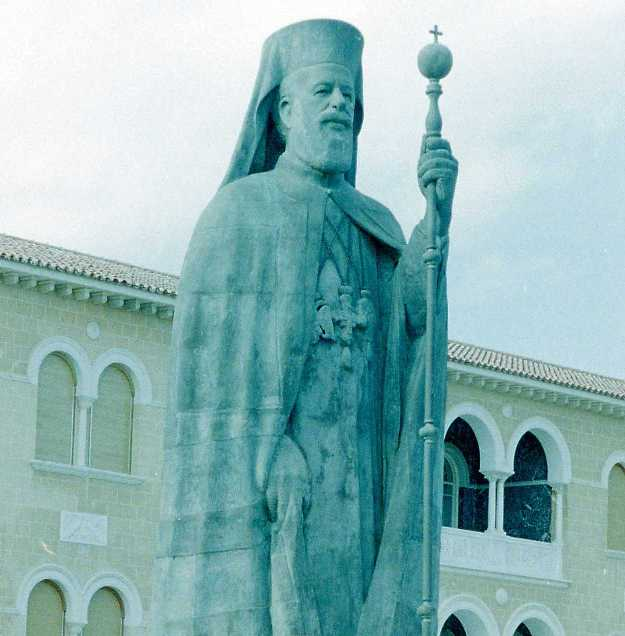
Statue de Makarios à Nicosie

En fait, Makários essayait de garder une position d’équilibre tant sur le plan international que sur le plan intérieur entre les communautés grecque et turque du pays. Tout en déclarant l’Énosis (rattachement à la Grèce) souhaitable, il fit campagne pour le maintien de l'indépendance de Chypre, à l'inverse de son adversaire, le psychiatre Tákis Evdókas, partisan de l’Énosis.
En 1974, la junte militaire au pouvoir en Grèce, qui espérait remplacer Makários par un président favorable à l’Énosis, profita de la mort du général Grivas pour organiser et réaliser un coup d'État à Nicosie, mettant au pouvoir Níkos Sampsón. S’attendant à une violente réaction turque et essayant de l’éviter par une manœuvre de dernière chance, Makários accusa la Grèce, le 19 juillet 1974, devant le Conseil de sécurité des Nations unies, de mener une invasion de Chypre. Cette accusation n’empêcha pas la Turquie d'envahir le nord de l’île en août 1974, en invoquant le traité de garantie : c'est l’Opération Attila. Aux yeux des partisans de l’Énosis, c’est la manœuvre de Makários qui fournit à la Turquie le prétexte de l’invasion, et non le coup d’État de Níkos Sampsón.
En décembre 1974, Makários revient dans une île de Chypre divisée et reprend ses fonctions. En 1977, il signe avec le dirigeant chypriote turc Rauf Denktaş une résolution qui prévoit une fédération bi-communautaire et bi-zonale pour l’avenir de Chypre. 
Makários meurt le 3 août 1977.